# Citrus
Citrus (Citrus, česky nepřesně citroník) je rod rostlin z čeledi routovité (Rutaceae). Jsou to stálezelené, teplomilné, většinou trnité stromy či keře s převážně jednoduchými, lehce kožovitými listy, které původně pocházejí z tropické a subtropické jihovýchodní Asie a Austrálie. Slovo citrus pochází z starořeckého kedros nebo latinského cedrus, těmito slovy byly označovány rostliny s vonnými listy nebo dřevem, v češtině se tak označují též plody těchto stromů.
Citrusy patří ke komerčně a kulturně nejvýznamnějším rostlinám, využívají se jak pro přímou konzumaci, tak k dalšímu kulinářskému zpracování, v potravinářském průmyslu, parfumerii a farmakologii. Citrusy jsou také velmi oblíbenými okrasnými a pokojovými rostlinami, existují i specializované kluby jejich pěstitelů – citrusářů. V průběhu historie si vydobyly též značný kulturní význam, v náboženství platily za symbol rajského (Adamova) jablka nebo za jeden z mariánských atributů. Mezi nejčastěji prodávané citrusy patří pomeranč, mandarinka, citron, grapefruit, limetka či pomelo. Taxonomie rodu je velmi složitá, většina známých citrusů jsou hybridy, mnohdy vícenásobní.
Kultivace citrusů začala již dlouho před naším letopočtem v prostoru jihovýchodní Asie. V Evropě byly první citrusové plody (cedráty, později též citrony a hořké pomeranče) známy již v antice, pravděpodobně v souvislosti s výboji Alexandra Velikého. Další byly do evropského prostoru rozšířeny během středověku prostřednictvím Maurů. Více se zde však pěstování citrusů, nyní již včetně sladkých pomerančů, rozšířilo až v 15.–16. století, v chladnějších oblastech později. Do Ameriky se citrusy dostaly se španělskými dobyvateli. Teprve v 19. století se do Evropy z Číny dostaly mandarinky.

## Popis

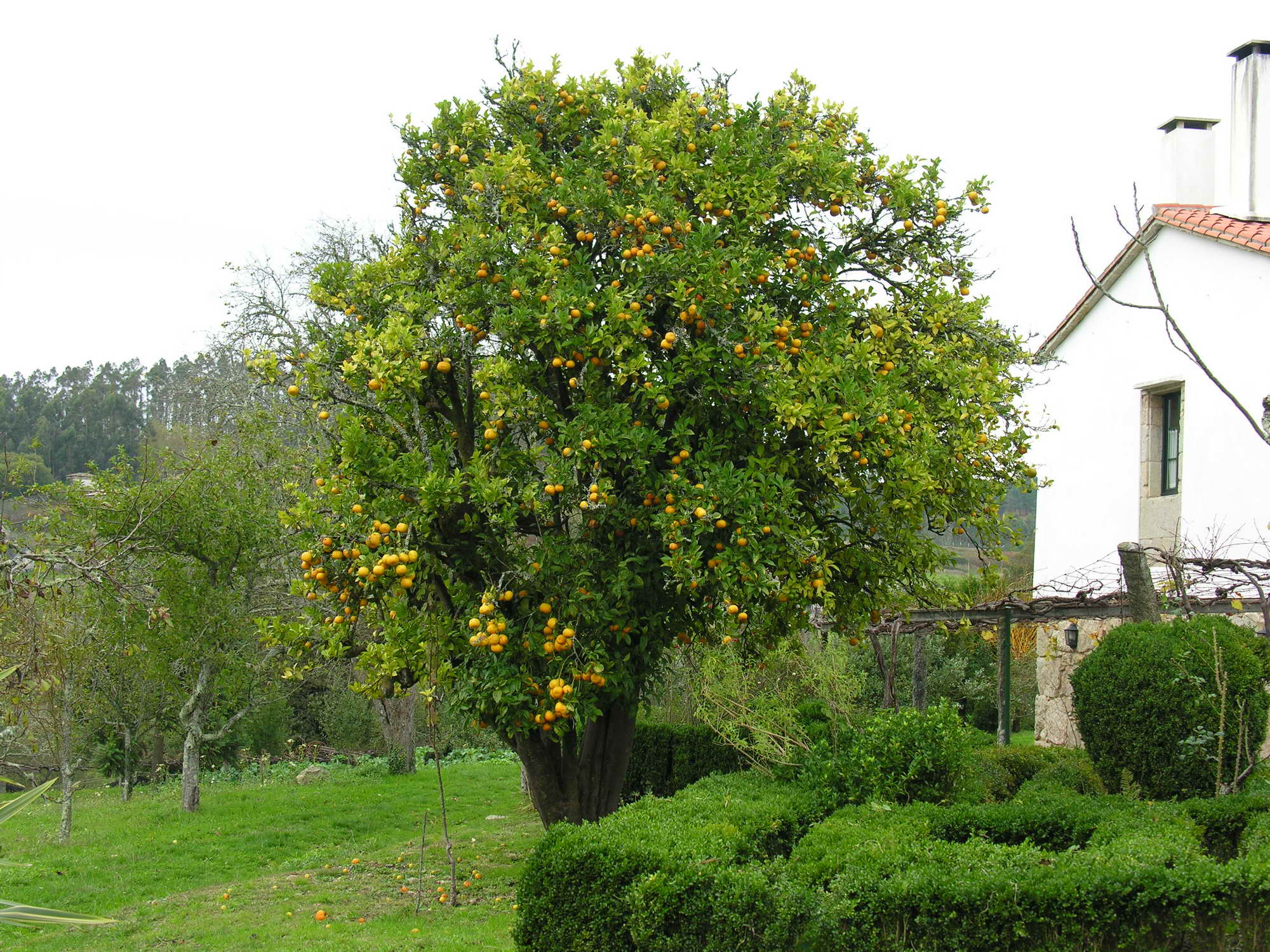
Typický habitus citrusového stromu

Citrusy jsou nízké stálezelené dřeviny nabývající formy větších keřů nebo nižších, hustě a nízko větvených stromů, často s křivolakým kmenem, vyrůstajících do výšky 10–15 metrů, jen zřídka více. Hlavní kořen je kůlový, postranní kořeny bohatě větvené, formují mykorhizní vztahy. Letorosty jsou zelené, kýlnaté. V úžlabí listů se tvoří trny, některé druhy jsou ovšem téměř či zcela bez trnů. Listy jsou střídavé, u převážné většiny druhů jednoduché (výjimku tvoří citronečník trojlistý, řazený někdy ovšem do samostatného rodu), převážně celokrajné, lehce kožovité, jejich řapík je u většiny druhů silně či slabě křídlatý.

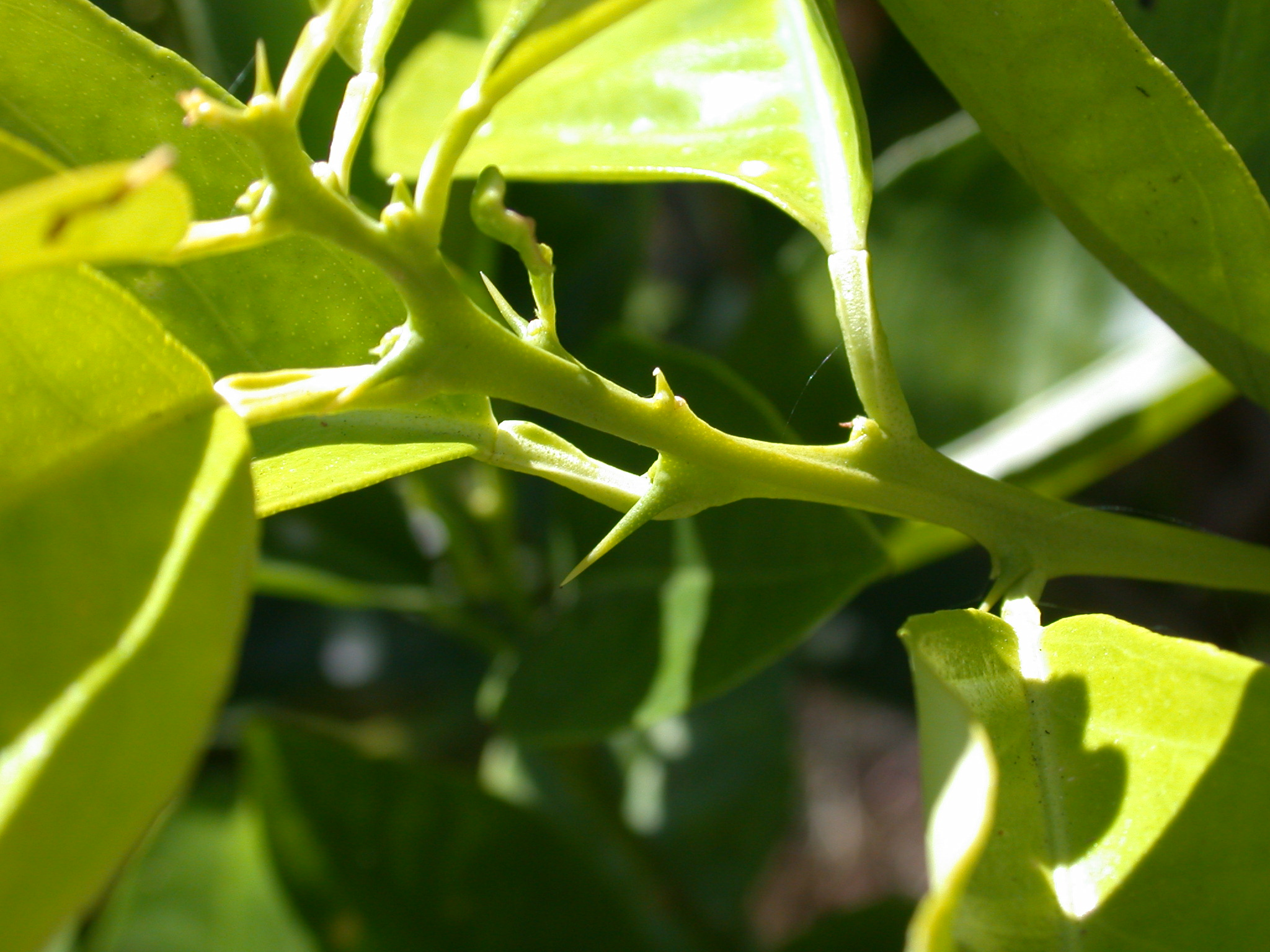
Detail větévky

Květy vyrůstají jednotlivě nebo v chudých hroznovitých květenstvích; jsou oboupohlavné, pravidelné (aktinomorfní) a rozlišené na srostlý kalich a převážně pětičetnou korunu o průměru 2–4 cm. Korunní plátky jsou čistě bílé, případně narůžovělé, nazelenalé či nažloutlé. Květy většinou výrazně voní a obsahují nektaria, čímž přitahují opylující hmyz. Tyčinek je mnoho (20–60), na bázi často srůstají do svazečků. Semeník je svrchní, složený z nejčastěji 8–15 srostlých plodolistů, s axilární placentací. Citrusy mohou být samosprašné či cizosprašné; pokud nejsou opyleny vhodným pylem, vytváří většina druhů plody partenokarpicky (z neoplodněného semeníku). Plody se botanicky nazývají hesperidium (jde o typ bobule). Jsou složené z tuhé vnější kůry (flaveda), které může nabývat široké škály barevných odstínů (zelené, žluté, oranžové, bílé), pod ním se nachází měkčí vláknitý obal (albedo) bílé barvy, z nějž dovnitř plodu vyrůstají emergence, ze kterých se tvoří měkká, šťavnatá dužina. V dužině jsou uložena jedno- či vícezárodečná semena, která však v důsledku partenokarpie někdy zcela chybějí. Po utržení plody již dále nedozrávají (na rozdíl například od banánů). Obvyklým jevem u citrusů je remontace, tedy opakované kvetení v průběhu vegetační doby: na rostlinách lze proto běžně pozorovat květy i plody současně.
Základní ploidie v rodě Citrus je 2n = 18. Polyploidie z přirozených stanovišť není známa, hybridní jedinci v kultuře však mohou být triploidi (2n = 27) nebo tetraploidi (2n = 36).

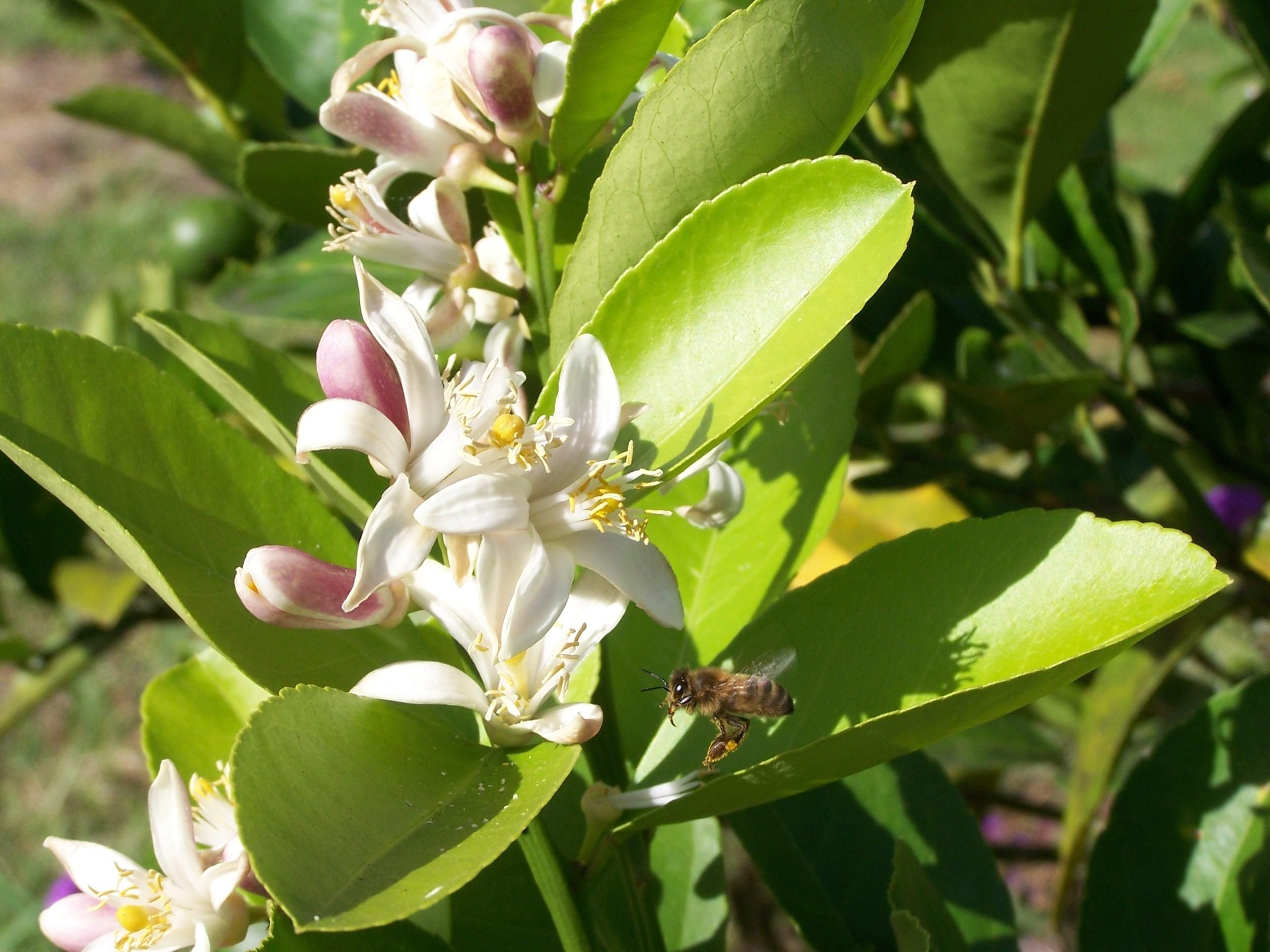
Rozkvetlá větévka citroníku

## Rozšíření

Schéma hybridizace původních botanických druhů citrusů (nahoře) a jejich kulturních kříženců

Zástupci rodu Citrus původně pocházejí z tropů a subtropů jihovýchodní a východní Asie, přirozeně rostly též v podhůří Himálaje, kde je patrně též pravlast jejich vzniku, na ostrovech Papuasie a v Austrálii. Jen málo druhů je známo z přirozených stanovišť, nejvíce z Austrálie. Jedná se převážně o druhy s nepoživatelnými plody a tedy na okraji lidského zájmu, jinak dnes naprostá většina rostlin včetně původních botanických druhů roste v kultuře či jejích pozůstatcích. Díky pěstování se citrusy postupně rozšířily i na ostatní kontinenty, kde některé druhy též zdomácněly, případně křížením vytvořily lokální varianty či nové hybridy (například grep ve Střední Americe); do Evropy se citrusy dostaly pravděpodobně s Alexandrem Velikým a později též díky arabskému vlivu, do Ameriky pak se španělskými kolonizátory.

## Systematika
V rámci čeledi routovitých patří rod Citrus do podčeledi Aurantioideae, tribu Citreae a subtribu Citrineae, jejichž fylogenetická struktura a vnitřní příbuzenské vztahy však dosud nebyly zcela vyjasněny. V širokém pojetí jsou do rodu zahrnovány též rody Fortunella (kumkvat) a Poncirus (citronečník) a podle některých studií také rod Feroniella. Počet druhů citrusů není jasný a reprezentativní kritická studie doposud chybí. V literatuře jsou popsány tisíce taxonů a taxonomických synonym, které se mnohdy překrývají. Většina známých citrusů jsou hybridy, a dokonce i některé dnes planě rostoucí druhy vznikly křížením. Situaci dále komplikuje možnost nepohlavního vytváření semen pomocí apomixie. Mandarinka, pomelo a cedrát jsou tři původní druhy, které byly hybridizovány do současných, komerčně dostupných druhů citrusových plodů.

## Seznam významných druhů

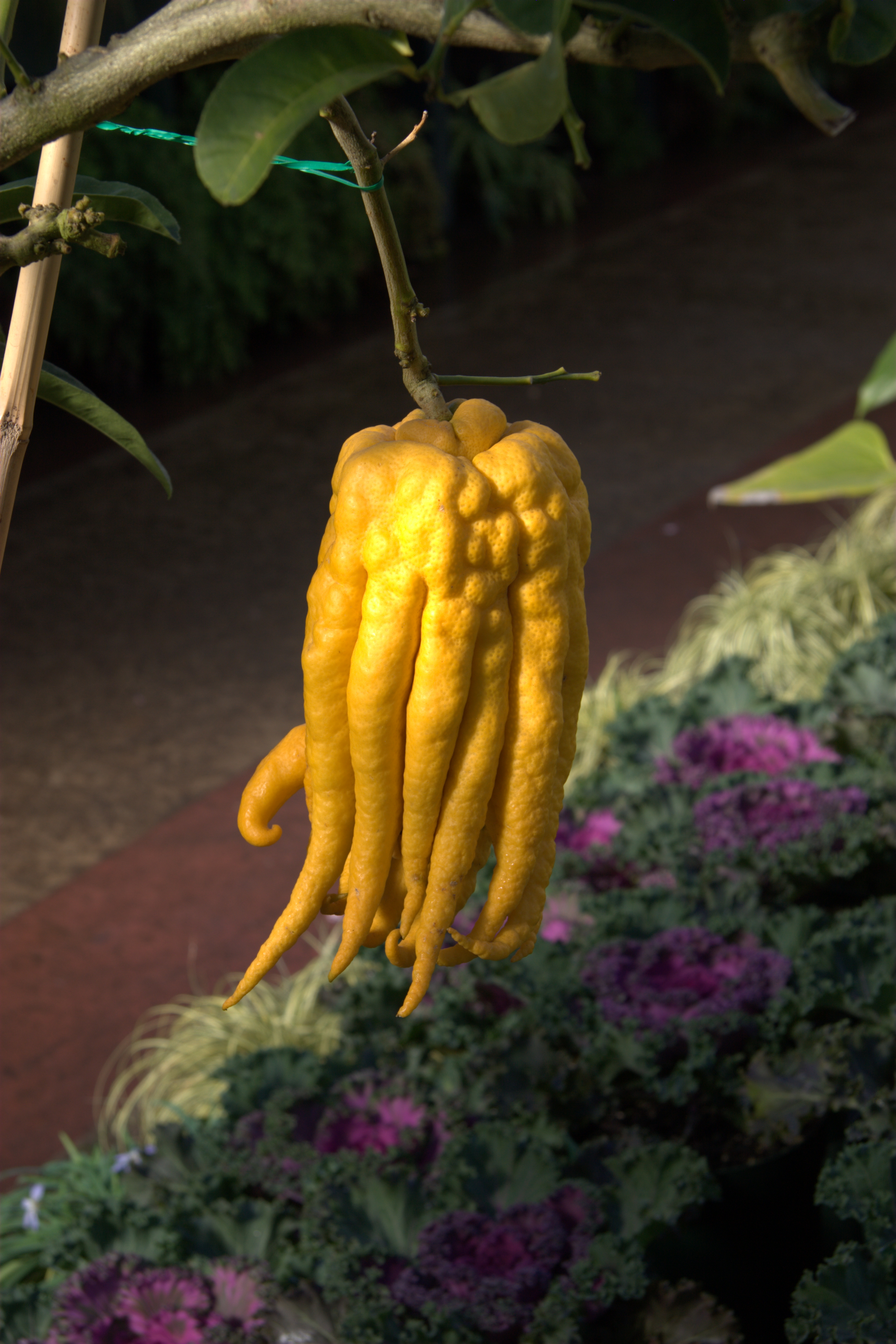
Zajímavým citrusem je tzv. Buddhova ruka (C. medica var. sarcodactylus)

Cedrát (Citrus medica)

### Botanické druhy
Druhy, u nichž se předpokládá nehybridní původ:
- Citrus deliciosa – mandarinka středozemní (pochází z východní Asie, ale hojně pěstovaná v okolí Středozemního moře)
- Citrus grandis (syn. Citrus maxima) – pomelo
- Citrus halimii –
- Citrus hystrix – kafrová limeta (mauricijská papeda)
- Citrus japonica (Fortunella japonica ) – kumquat
- Citrus latipes –
- Citrus medica – cedrát

- Citrus reticulata – mandarinka obecná
- Citrus swinglei –
- Citrus trifoliata (Poncirus trifoliata) – citronečník trojlistý

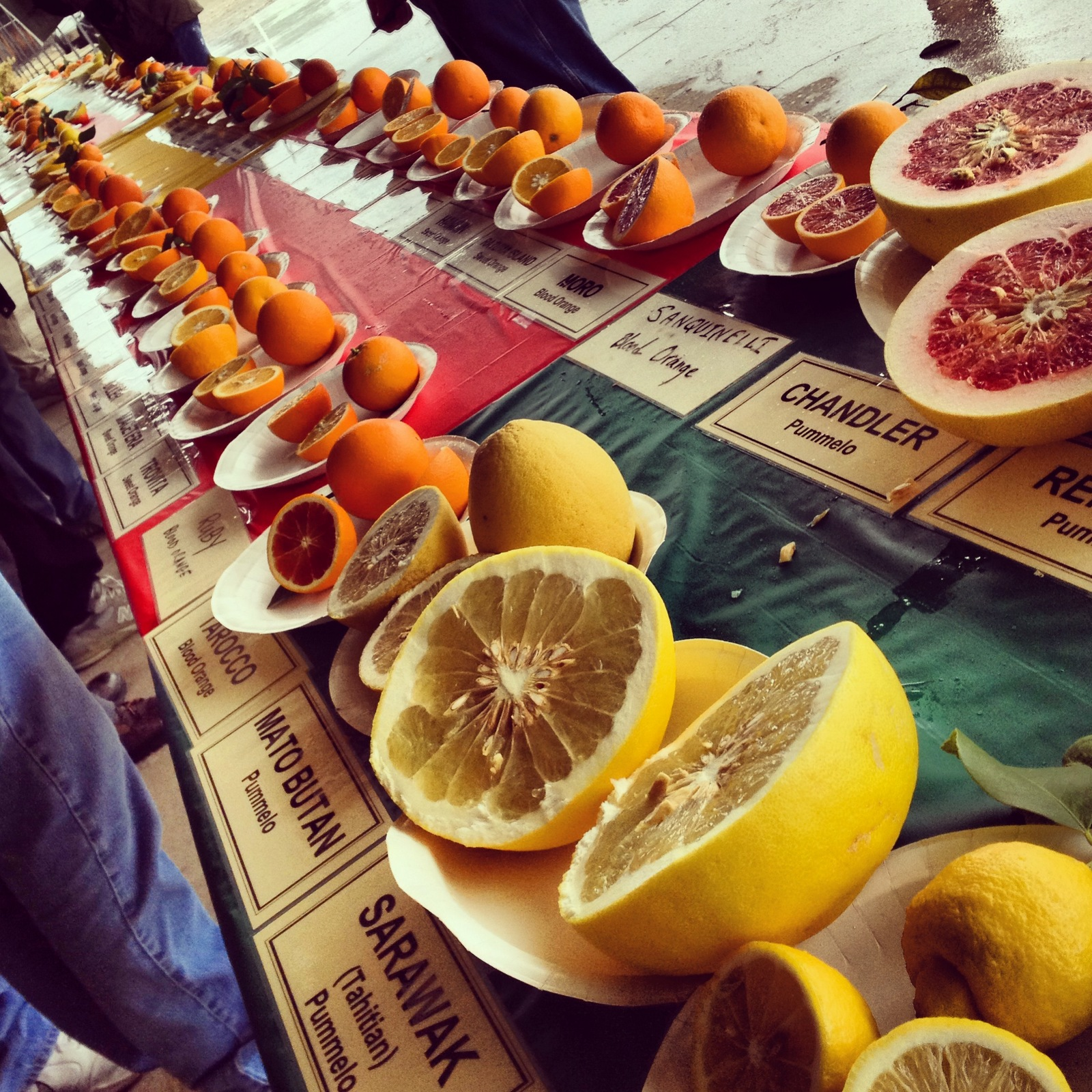
Různé kultivary citrusů na přehlídce

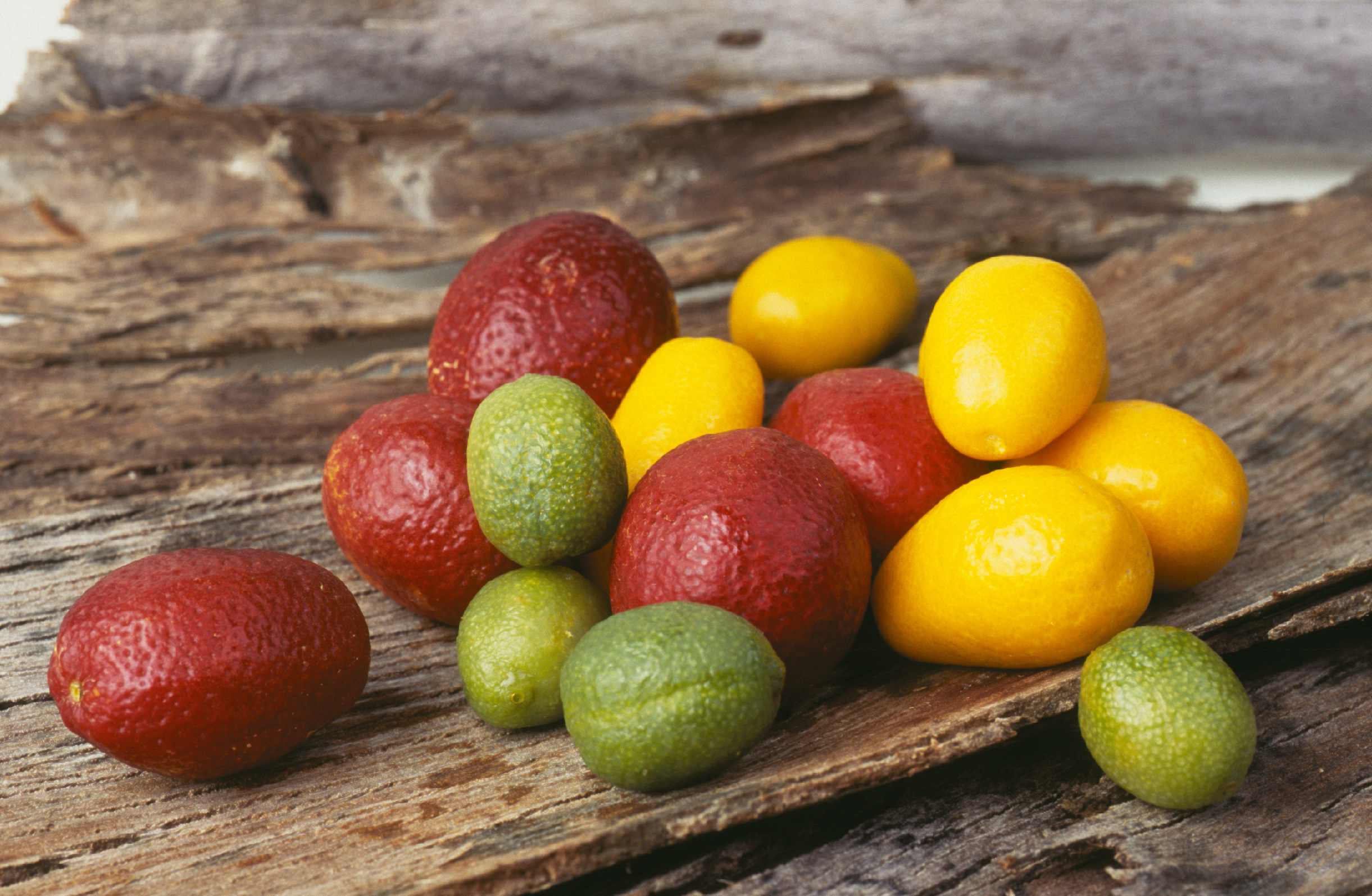
Různé typy australských limetek

- Citrus unshiu – sacuma (satsuma)

### Přehled včetně pěstovaných hybridů
Z pěstitelského hlediska se citrusy dají rozdělit na mandarinky, pomerančovníky, grapefruity, šedoky a kyseloplodé citrusy; nicméně některé citrusy nespadají do žádné z těchto skupin, jiné jsou v důsledku křížení obtížně zařaditelné.

#### Mandarinky
- Citrus reticulata – mandarinka obecná
- Citrus unshiu – sacuma (satsuma)
- Citrus deliciosa – mandarinka středozemní
- Citrus ×clementina – mandarinka klementina
- Citrus ×tangerina – mandarinka tanžerina

#### Pomerančovníky
- Citrus ×sinensis – pomerančovník čínský
- Citrus ×aurantium – bigarádie, hořký pomeranč

#### Grapefruity, pomela, šedoky
- Citrus grandis (syn. Citrus maxima) – pomelo (též šedok, pumelo)
- Citrus ×paradisi – grapefruit

#### Kyseloplodé citrusy
- Citrus medica – cedrát (jeho kultivarem je etrog)
- Citrus ×limon – citroník (též citronovník)[8] – jeho plodem je citron
- Citrus ×aurantiifolia – kyselý lajm, limetka
- Citrus ×bergamia – bergamot
- Citrus ×latifolia – tahitský lajm
- Citrus ×limetta – limeta
- Citrus ×macrophylla – alemou
- Citrus ×jambhiri – džambiri
- Citrus ×limonia – rangpur
- Citrus ×meyeri – meyer

#### Ostatní hybridi
- Poncirus trifoliata (citronečník) × Citrus ×sinensis (pomeranč) – citranž
- Poncirus trifoliata × Citrus ×limon (citroník) – citremon
- Poncirus trifoliata × Citrus japonica (kumquat) – citrumkvat
- Poncirus trifoliata × Citrus paradisi (grapefruit) – citrumelo
- Citrus paradisi × Citrus grandis (pomelo) – sweetie
- Citrus ×microcarpa – kalamondin (kříženec mandarinky a kumkvatu)

## Využití

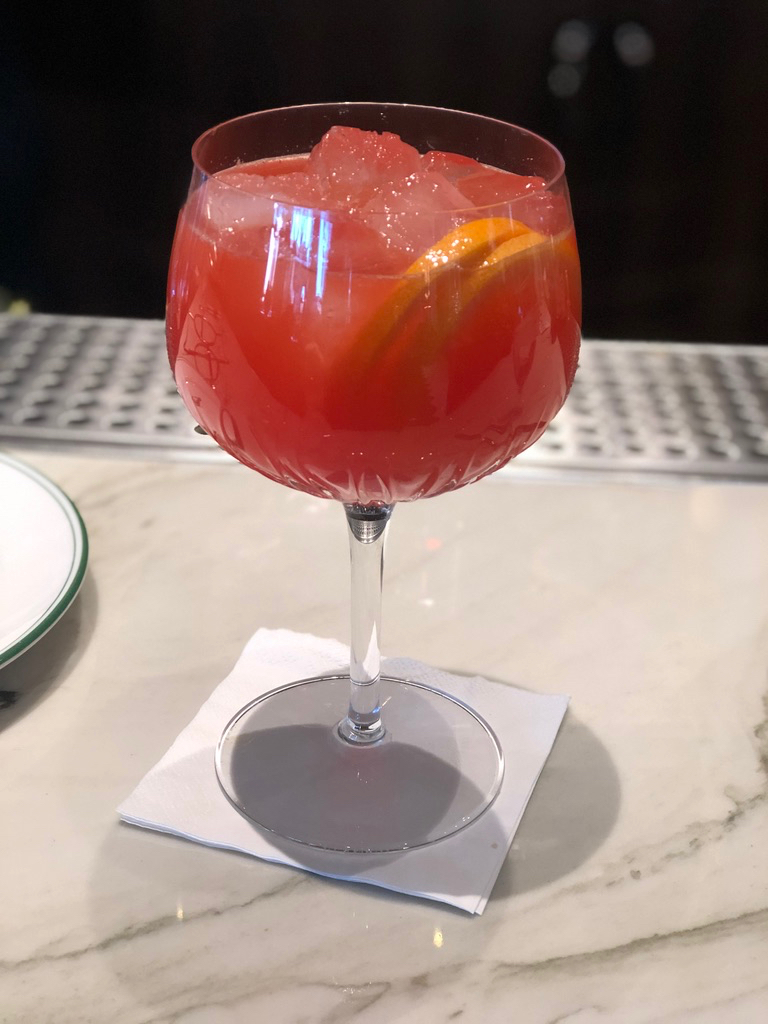
Koktejl z prosecca a krvavého pomeranče

### Plody

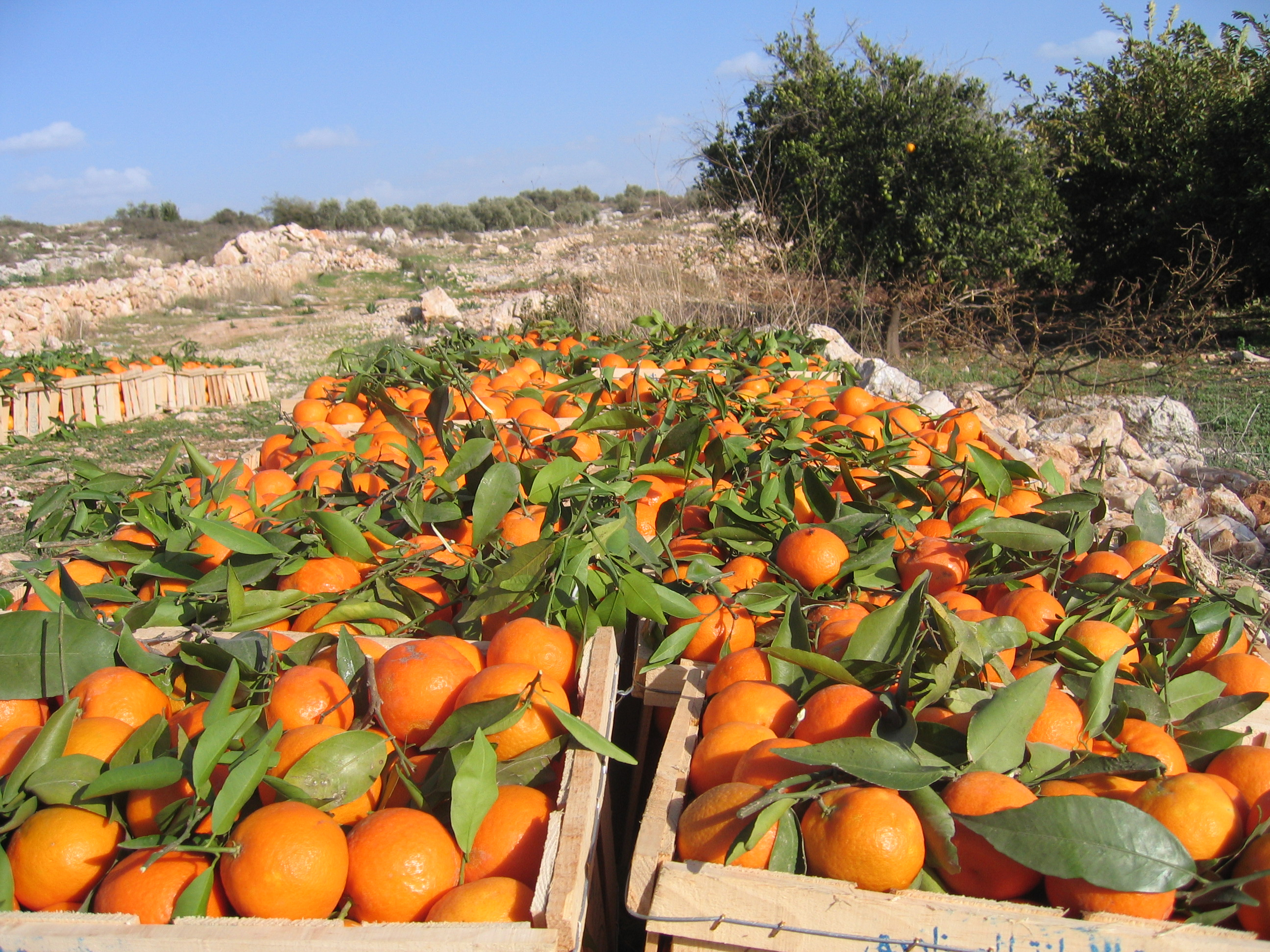
Sklizeň pomerančů v Izraeli

Citrusy patří ke komerčně a kulturně nejvýznamnějším rostlinám; největšími světovými producenty citrusových plodů jsou Čína, Brazílie, Mexiko, USA (především státy Florida a Kalifornie) a Španělsko. Škála jejich využití je velmi široká. Mnohé druhy lze využít k přímé konzumaci a k lisování džusů, ke konzervaci, kandování, k výrobě marmelád, alkoholických nápojů (Cointreau, Curacao), v gastronomii k ochucování pokrmů (citronová či pomerančová kůra), nápojů, cukrovinek atd. Obsahují množství vitamínu C a minerálních látek (draslík, vápník), flavonoidy, karotenoidy, kyselinu citronovou a hodně vlákniny. Vysoký obsah kyselin může mít při nadměrné konzumaci negativní vliv na zubní sklovinu, citlivým osobám může způsobit alergické reakce, vyrážky nebo podráždění žaludku. Význam mají též pro farmakologii; v tradičním léčitelství byly využívány mnoha způsoby, kyselá šťáva citronů byla například prokázána jako efektivní spermicid a používána k zabránění otěhotnění. Albedo (bílá vrstva pod slupkou) bohaté na pektin je průmyslově zpracováváno na želírovací přípravky.
Díky vysokému obsahu nektaru v květech patří citrusy k rostlinám, jichž lze využít k produkci medu. Vyznačuje se svěží květinovou vůní a intenzivní sladkou chutí s mírně kyselou složkou. K jeho hlavním producentům patří středomořské země (Španělsko, Itálie, Izrael, Řecko), ale též jižní státy USA.

### Esenciální oleje, dřevo
Druhy s vysokým obsahem aromatických esenciálních olejů v plodech, jako jsou grapefruit, hořký pomeranč (bigarádie) nebo bergamot, jsou využívány v parfumerii, kosmetice, aromaterapii a k aromatizaci mnoha průmyslových produktů, jako jsou hygienické potřeby, čisticí prostředky, osvěžovače vzduchu apod. Silice lze destilovat též z vonných květů (esenciální olej zvaný Neroli), případně z listů a mladých zelených větviček (silice Petitgrain). Hlavními složkami jsou terpenické látky limonen, linalool, myrcen, sabinen, terpineol, pineny, citral a další. Mají baktericidní a insekticidní účinky, při aplikaci na kůži mohou některé z nich v kombinaci s přímým slunečním svitem způsobit fotodermatitidu – podráždění kůže.
Vzhledem k pomalému růstu mají citrusové stromy hutné, velmi tvrdé dřevo, vhodné k soustružení a ceněné v truhlářství a řezbářství.

### Okrasné pěstování

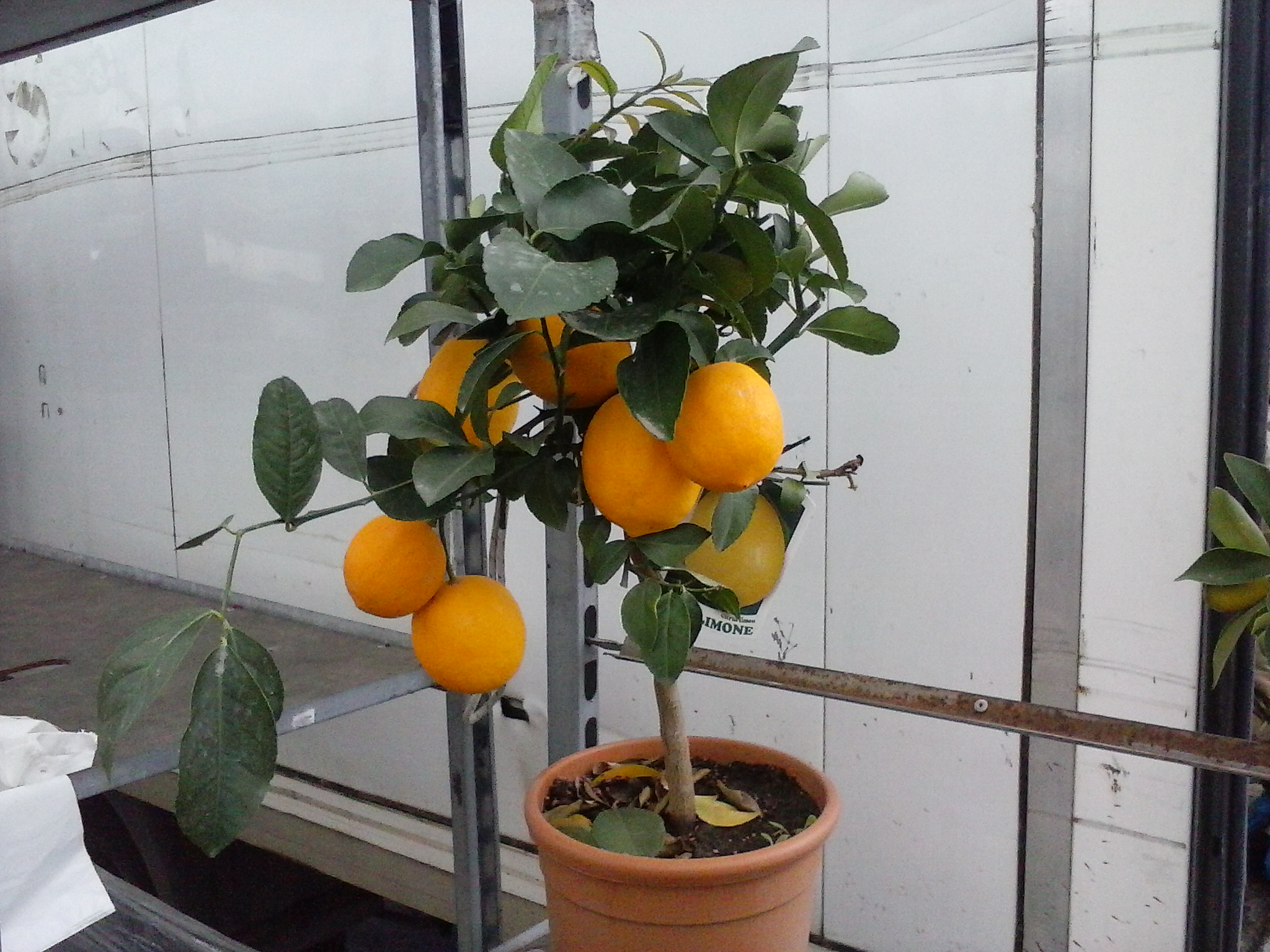
Citrus jako pokojová rostlina

Oblíbené jsou citrusy jako okrasné rostliny, a to jak v teplých oblastech, kde mohou růst celoročně venku, tak i ve sklenících (oranžeriích) a jako kontejnerové či pokojové rostliny. Existují i specializované kluby jejich pěstitelů – citrusářů. Kromě ovoce plodících odrůd byly vyšlechtěny i okrasné kultivary, např. s panašovanými listy; odrůdy se v kultuře zpravidla roubují na podnože, jimiž je typicky citronečník (trifoliáta) nebo i vlastní semenáče. Ve střední Evropě je coby teplomilné rostliny, které až na řídké výjimky nesnášejí pokles teploty pod bod mrazu, lze pěstovat pouze při zajištění vhodného zimoviště např. ve vytápěném skleníku. Vyžadují množství ideálně rozptýleného slunečního světla, úživnou, lehkou, dobře propustnou a mírně kyselou půdu a dostatek vláhy.

## Význam vkulturní historii
Citrusy a jejich plody patří k rostlinám silně zapsaným v kulturní historii lidstva. V západních tradicích byly spojovány s láskou a svatbou (coby bájná zlatá jablka Hesperidek), ale též se smrtí a vzkříšením, především v době baroka; mrtvolám byly do ruky vkládány jejich plody, případně byly za nimi vhazovány do hrobu, jejich vůně měla též přehlušit pach rozkladu a smrti. V náboženství symbolizují plody rajského stromu a jako takové hrají významnou roli v židovském svátku Sukkot. S citrusy v ruce nebo na pozadí citrusových stromů byla často zobrazována též Marie s Ježíškem nebo starozákonní Eva, například na obrazech Eyckova Ghentského oltáře: symbolika zde je překonání Adamova pádu (Ježíš coby nový Adam, Marie coby nová Eva). Citrusové stromy byly jedním z atributů Panny Marie díky faktu, že nesou květy i plody současně a znázorňují tak spojení její neposkvrněné čistoty a zároveň mateřství. Věneček z pomerančových květů je v jižních zemích součástí svatebního oděvu nevěsty.
V profánním a užitém umění jsou citrusové plody častým námětem v zátiších, nejvíce u holandských malířů 17. století, v jídelních a stolních dekoracích nebo v heraldice; jsou s nimi mimo jiné zobrazováni příslušníci holandské dynastie Oranžských. Jejich mytologická hodnota a status obtížně dostupného, luxusního zboží vedly od 16. století šlechtické rodiny ke stavbám reprezentativních oranžerií, kde bylo možno tyto plody celoročně obdivovat.

## Galerie

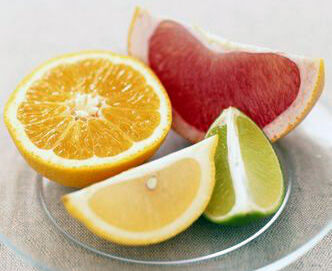
Průřez různými citrusovými plody
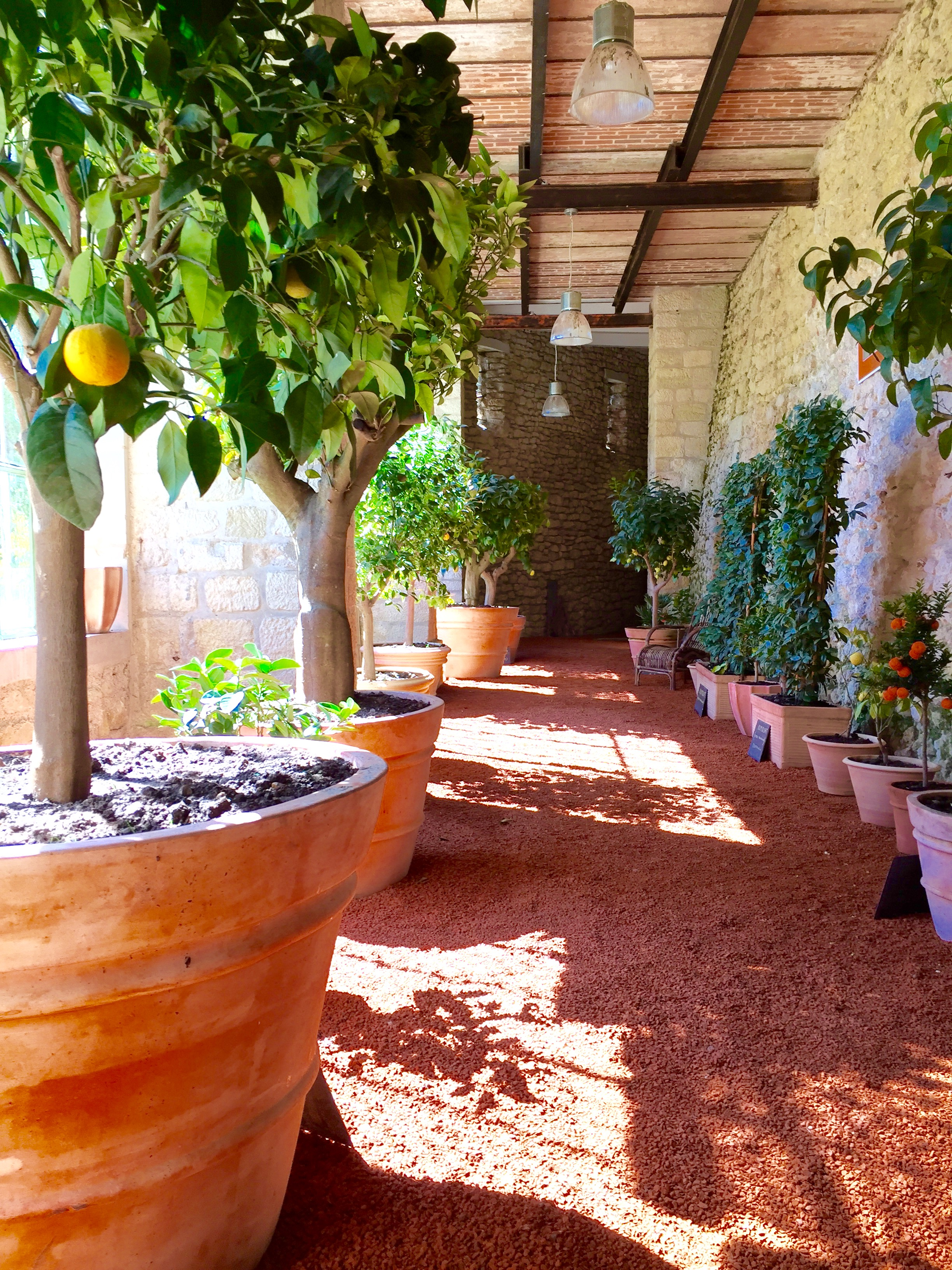
Oranžerie v zámku Gaillard ve Francii
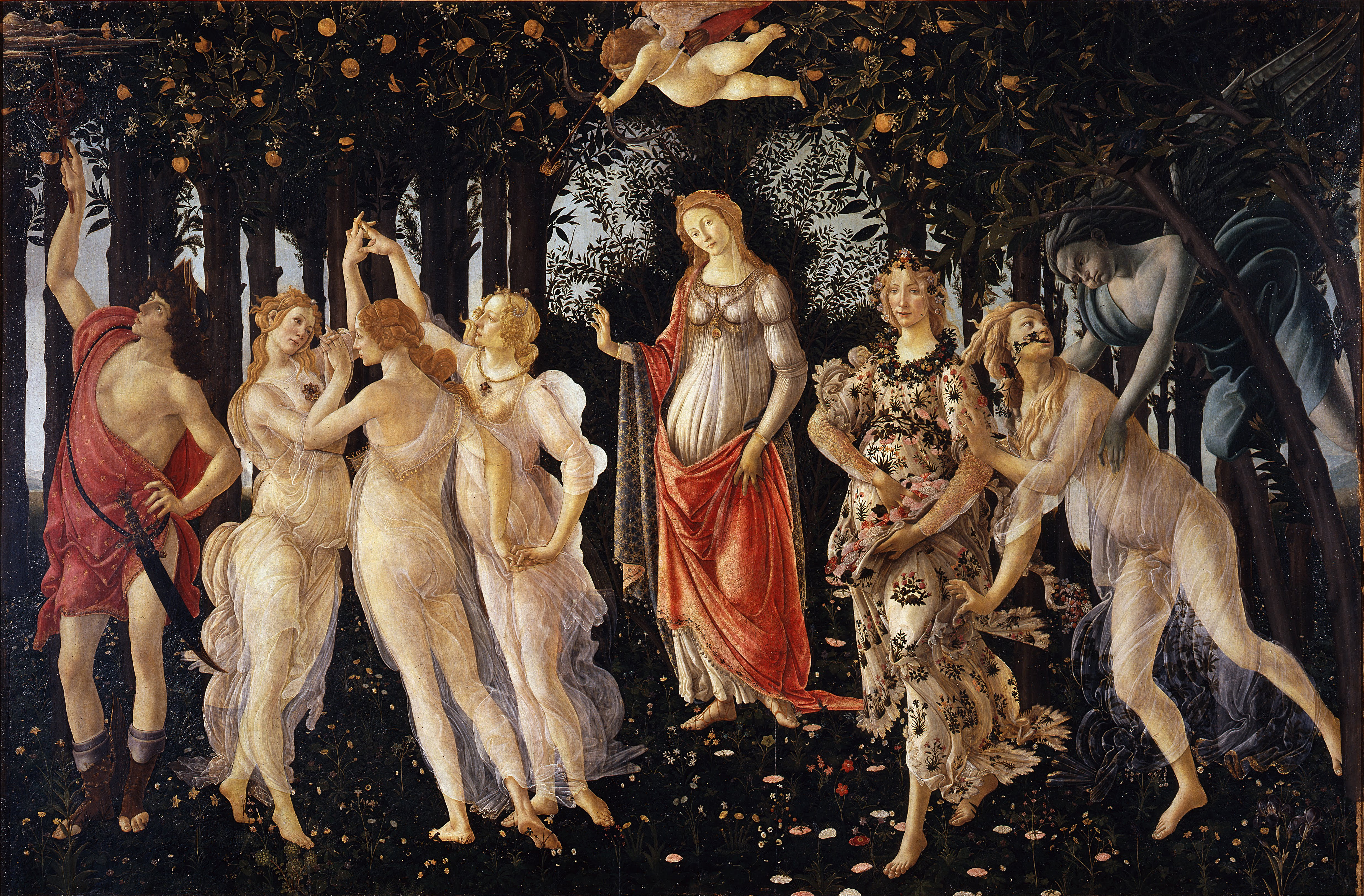
Pomerančový háj tvoří pozadí na známém alegorickém obraze Primavera od Sandra Botticelliho (kolem roku 1482)
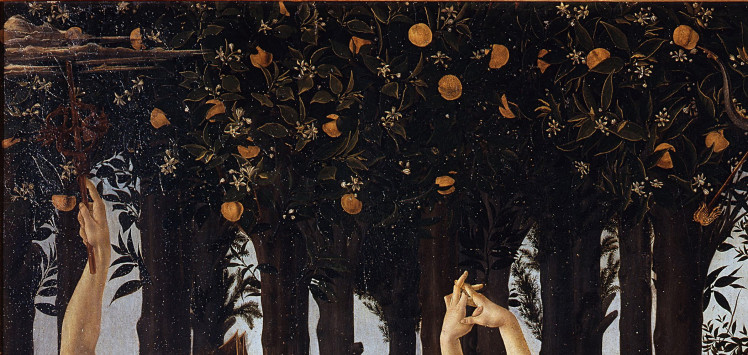
Primavera, detail
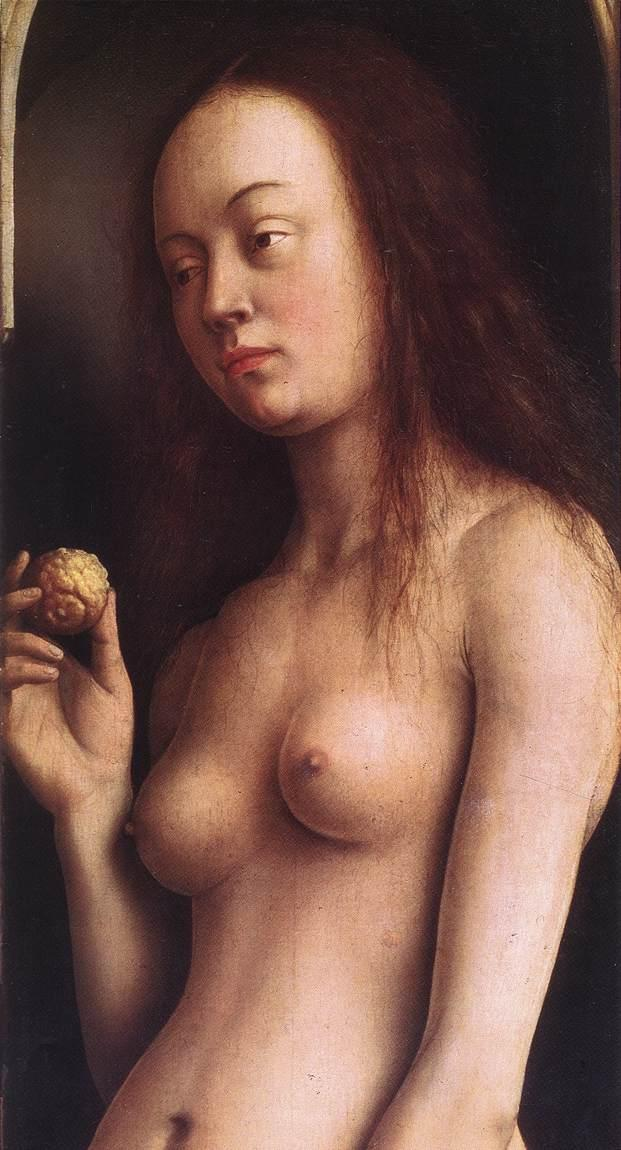
Detail Evy s rajským jablkem (citrusem) na Ghentském oltáři Jana van Eycka
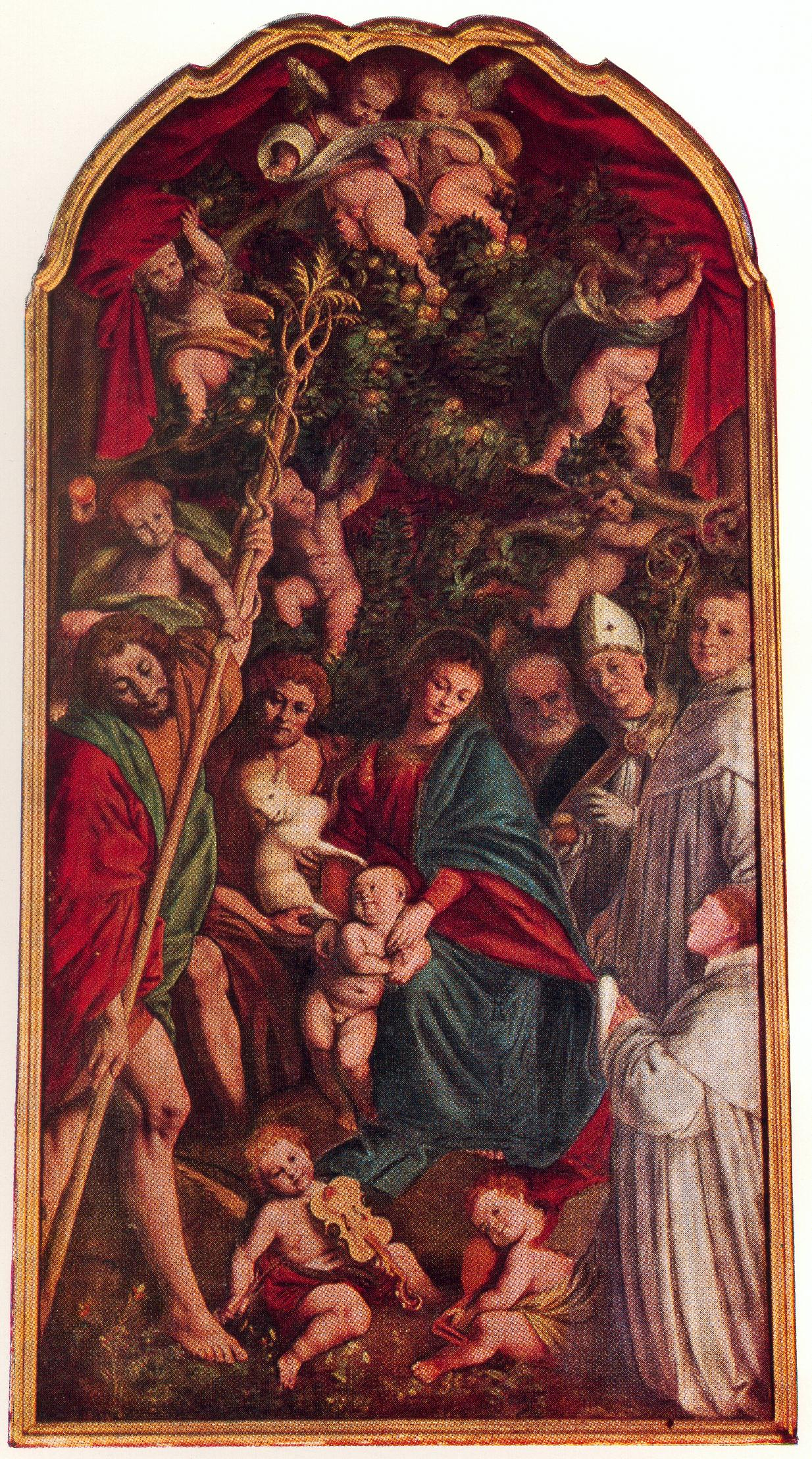
Gaudenzio Ferrari: Madona s pomeranči (1529/30), oltářní obraz
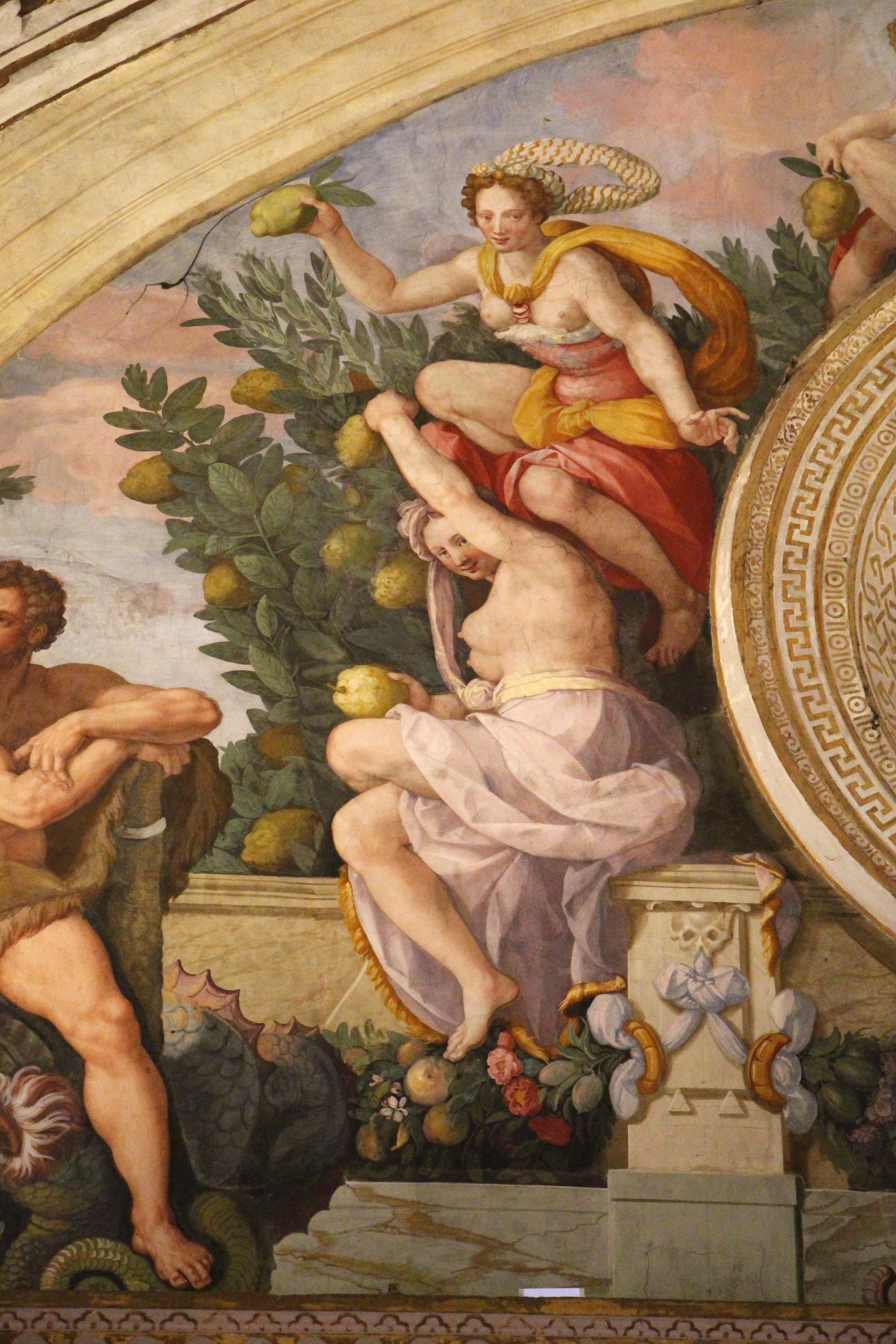
Zahrada Hesperidek, freska Alessandra Alloriho (16. století, výřez)
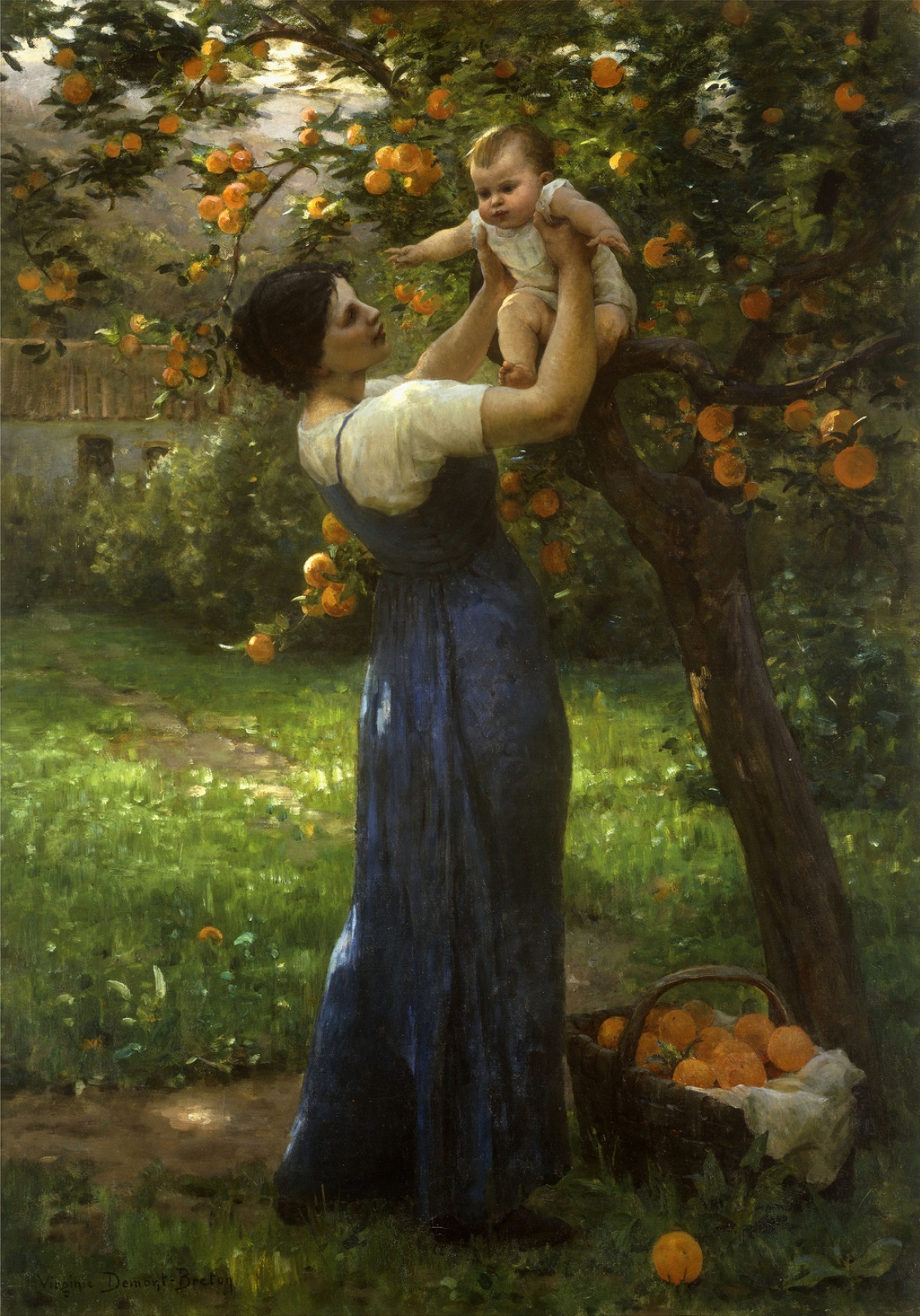
Virginie Demont-Breton – Matka s dítětem v pomerančovém háji (19. století)